# Heliotropium rufipilum
Heliotropium rufipilum är en strävbladig växtart som först beskrevs av George Bentham, och fick sitt nu gällande namn av Ivan Murray Johnston. Heliotropium rufipilum ingår i Heliotropsläktet som ingår i familjen strävbladiga växter. Utöver nominatformen finns också underarten H. r. anadenum.